# يمنى مروان
يمنى مروان ممثلة لبنانية شاركت في أول فيلم روائي طويل بعنوان «الوادي».

## سيرتها
ممثلة سينمائية ومخرجة لبنانية ولدت في العاصمة اللبنانية بيروت. حصلت يمنى على شهادة البكالوريوس في الأنثروبولوجيا من كلية سميث في عام 2013.

## اعمالها
| سنة الإنتاج | اعمالها                     | الشخصية |
| ----------- | --------------------------- | ------- |
| 2021        | باب الجحيم                  |         |
| 2019        | شارع حيفا                   | دلال    |
| 2016        | قبل ما نشفى                 |         |
| 2016        | غواصة                       |         |
| 2016        | من السماء                   | ياسمين  |
| 2015        | الطابق الخامس غرفة رقم (52) | ليلى    |

المصدر: